# Butler (Dakota del Sud)
Butler és una població dels Estats Units a l'estat de Dakota del Sud. Segons el cens del 2000 tenia 17 habitants.

## Demografia
Segons el cens del 2000, Butler tenia 17 habitants, 6 habitatges, i 6 famílies. La densitat de població era de 10,8 habitants per km².
Dels 6 habitatges en un 50% hi vivien nens de menys de 18 anys, en un 83,3% hi vivien parelles casades, en un 0% dones solteres, i en un 0% no eren unitats familiars. En el 0% dels habitatges hi vivien persones soles el 0% de les quals corresponia a persones de 65 anys o més que vivien soles. El nombre mitjà de persones vivint en cada habitatge era de 2,83 i el nombre mitjà de persones que vivien en cada família era de 2,83.
Per edats la població es repartia de la següent manera: un 23,5% tenia menys de 18 anys, un 0% entre 18 i 24, un 23,5% entre 25 i 44, un 41,2% de 45 a 60 i un 11,8% 65 anys o més.
L'edat mediana era de 45 anys. Per cada 100 dones de 18 o més anys hi havia 116,7 homes.
La renda mediana per habitatge era de 16.875 $ i la renda mediana per família de 16.875 $. Els homes tenien una renda mediana de 21.250 $ mentre que les dones 0 $. La renda per capita de la població era de 8.371 $. Entorn del 28,6% de les famílies estaven per davall del llindar de pobresa.

## Poblacions més properes
El següent diagrama mostra les poblacions més properes.